# Фер (міфологія)
Фер (дав.-гр. Φέρης) — ім'я декількох персонажів давньогрецької міфології:
- Фер — один з двох синів Ясона та Медеї. Корінфяни, обурені вбивством Главки, доньки царя Креонта, побили насмерть камінням дітей Медеї, в тому числі й Фера. За іншою версією, Медея, щоб помститися Ясону за зраду, вбила синів сама. Ще за однією версією — вбила випадково.
- Фер — син Кретея і Тіро, онук Еола.
- Фер — захисник Фів під час війни Сімох проти Фів.
- Фер — критянин, якого вбив Еней під час Троянської війни.
- Фер — друг Енея, під час одного з боїв в Італії Фера вбив Галес.
- Фер — син калідонського царя Ойнея та Алтеї.